# Richia miniptica
Richia miniptica là một loài bướm đêm trong họ Noctuidae.